# ایستگاه بیشه
ایستگاه بیشه، روستایی از توابع بخش پاپی شهرستان خرم‌آباد در استان لرستان ایران است. آبشار بیشه که از جاذبه‌های طبیعی ایران به شمار می‌آید در این روستا قرار دارد.

## جمعیت
این روستا در منطقه پاپی قرار دارد و براساس سرشماری مرکز آمار ایران در سال ۱۳۹۵، جمعیت آن ۳۵۹ نفر (۱۱۵ خانوار) بوده‌است.